# Castel San Pietro Terme
Castel San Pietro Terme là một thị xã ở tỉnh Bologna, Emilia-Romagna, Italia. Các đô thị giáp ranh: Casalfiumanese, Castel Guelfo di Bologna, Dozza, Medicina, Monterenzio, Ozzano dell'Emilia.
Đô thị này gồm các làng: Casalecchio dei Conti, Frassineto, Molino Nuovo, Gaiana, Gallo Bolognese, Liano, Magione, Montecalderaro, Osteria Grande, Poggio Grande, San Nicolò di Varignana, Varignana, Vedriano.

## Nhân vật nổi bật từ Castel San Pietro Terme
- Giovanni Acquaderni, (1839-1922), đồng sáng lập viên Azione Cattolica
- Adolfo Albertazzi, (1865-1924)
- Ilaria Bianchi, (1990-)
- Loris Capirossi, (1973-)
- Edmondo Fabbri, (1921–1995)
- Luisa Ferida, (1914-1945), nghệ sĩ
- Carlotta Giovannini, (1990-)
- Marco Mancini
- Marcello Mimmi, (1882-1961)
- Andrea Minguzzi, (1982-)

## Thành phố kết nghĩa
- Bad Salzschlirf, Đức
- Opatija, Croatia
- Lovran, Croatia
- Matulji, Croatia